# Rudolf Hundhausen
Rudolf Hundhausen (* 17. Februar 1864 in Dortmund; † 3. Dezember 1946 in Freiburg im Breisgau) war ein deutscher Ingenieur und Maschinentechniker.

## Leben und Wirken
Nach dem Abitur am Gymnasium in Hamm studierte er Technische Mechanik und Maschinenbau an der Universität Berlin, der Technischen Hochschule München und der Technischen Hochschule Charlottenburg.
Von 1890 bis 1892 war Hundhausen Assistent für Kinematik und Maschinenelemente an der Technischen Hochschule Charlottenburg und danach Konstrukteur für Spezialwerkzeugmaschinen und Fabrikationsanlagen bei der Fa. Siemens & Halske Berlin-Charlottenburg, wo er später zum Oberingenieur ernannt wurde. Von 1901 bis 1902 war er Direktor und Vorstandsmitglied der „Manoline-Maschinenfabrik AG“ in Berlin. Nach weiteren Zwischenstationen war er von 1906 bis 1924 Professor für Maschinentechnologie an der Technischen Hochschule Dresden. 1908 wurde er Begründer und Direktor der Maschinenlehrausstellung an der Technischen Hochschule Dresden. Er besaß mehrere Patente. Seinen Ruhestand verlebte er in der Pension Schloßbergblick in Freiburg im Breisgau.

## Schriften (Auswahl)
- Ueber Riemenvorgelege und ihre Anwendung bei der Zeilensetz- und Giessmaschine "Monoline". 1903.
- Die periodischen Fehler barometr. bestimmter Höhenunterschiede in der inneren Tropenzone. 1910.
- Beiträge zur Topographie des West-Sudans. 1913.
- Schmelzsicherung mit mehreren, einzeln oder gruppenweise nacheinander einschaltbaren Schmelzstreifen im Schmelzeinsatz. 1905.